# Johannes Trithemius
Johannes Trithemius, hispanizado como Juan Tritemio, nacido Johann von Heidenberg (1 de febrero de 1462-13 de diciembre de 1516) fue un monje y abad benedictino alemán nacido en Trittenheim, cerca de Tréveris, Alemania. Tritemio fue un polímata, activo en el Renacimiento alemán como lexicógrafo, cronista, criptógrafo y ocultista. Se le considera el fundador de la criptografía moderna (junto con Leon Battista Alberti) y de la esteganografía, así como el fundador de la bibliografía y los estudios literarios como ramas del conocimiento. Tuvo una influencia considerable en el desarrollo del ocultismo moderno temprano y moderno. Entre sus estudiantes estuvieron Enrique Cornelio Agripa y Paracelso. 
Fue el fundador de Solidalitas celtica ("Cofradía céltica") dedicada al estudio de las lenguas, las matemáticas, la astrología y la magia de los números.
Es el creador del cifrado de Trithemius, método de codificación polialfabético que utiliza la tabula recta, un cuadrado en el que cada fila es un alfabeto, y cada fila se construye desplazando la anterior un espacio hacia la izquierda.
También es el autor del primer libro conocido sobre esteganografía o ciencia para ocultar mensajes.
Johannes Trithemius es autor también de la primera bibliografía impresa de naturaleza temática, el Liber de scriptoribus ecclesiasticis, publicado en Basilea en 1494. Para algunos autores, como Malclès y Blum, que vinculan el origen de la bibliografía con el nacimiento de la imprenta, esta obra sería el primer repertorio bibliográfico en sentido estricto.

## Biografía
Johann von Heidenberg nació en 1462, llamado Tritemio por haber nacido en la localidad de Trittenheim, cerca de Tréveris; perseguido durante la infancia por su padrastro, pudo entrar en la Universidad de Tréveris gracias al apoyo de su tío materno. Apasionado ya por la erudición, Tritemio formó en 1480, con algunos estudiantes, una sociedad iniciática, la Solidalitas celtica (en español: "Cofradía céltica"). Cuando regresaba para ver a su madre, le sorprendió una tempestad de nieve que le obligó a detenerse, el 25 de enero de 1482, en el monasterio benedictino de Spanheim. Allí mismo decidió renunciar al mundo; y tras cinco días de prueba que le impusieron, abandonó el hábito secular el 2 de febrero de 1482, día en que cumplía 20 años; el 21 de febrero inició su noviciado y profesó el 21 de noviembre (9 meses después). Al ser trasladado el abate que dirigía el monasterio a otro puesto, se acordó celebrar la elección de su sucesor el 29 de julio de 1483 y fue elegido Tritemio, a la edad de 21 años.
El monasterio se hallaba en un estado lamentable. Tritemio lo restauró, pagó las deudas y sometió a los monjes a un trabajo regular, dándoles como principal ocupación la copia de manuscritos. Así constituyó una biblioteca de 2.000 volúmenes, tan famosa que eruditos y teólogos acudían a visitarla.
Acusado de ser un gran aficionado a la magia, el emperador Maximiliano I le invitó en 1505 al castillo de Boppart, cerca de Coblenza, para someterle a ocho preguntas de fe. Tritemius respondió con la publicación de su Liber octo questionum en 1511. 
Falleció el 15 de diciembre de 1516 y fue enterrado en la iglesia del monasterio de Santiago de Wurzburgo, del que fue prior desde 1506 (cuando los monjes de Spanheim se rebelaron y consiguieron que fuera expulsado).

## Obra
- Exhortationes ad monachos, 1486

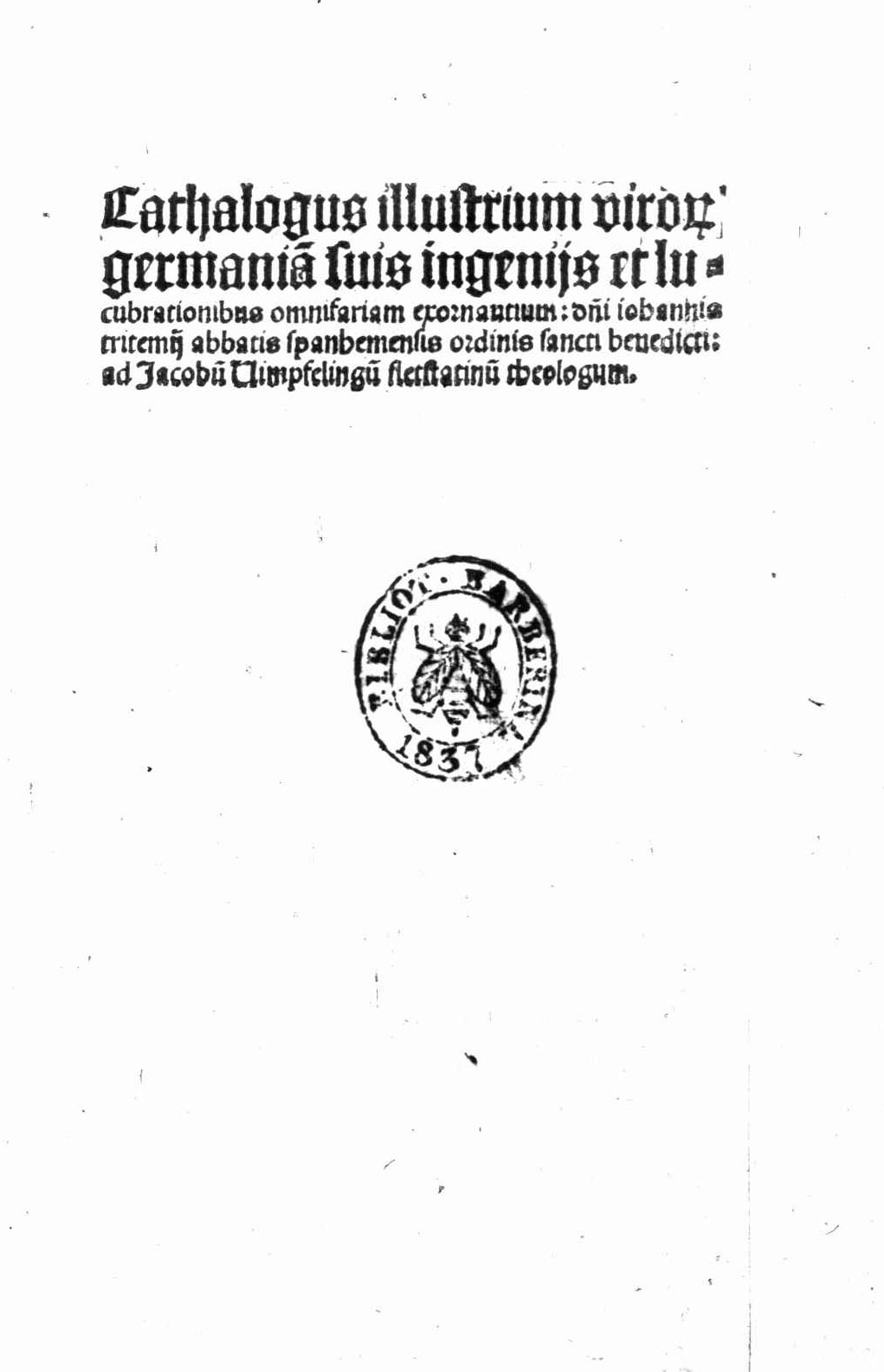
Catalogus illustrium virorum Germaniae, 1495

- De institutione vitae sacerdotalis, 1486
- De regimine claustralium, 1486
- De visitatione monachorum, c. 1490
- Catalogus illustrium virorum Germaniae, 1491–1495
- De laude scriptorum manualium, 1492 (impresión en 1494)
- De viris illustribus ordinis sancti Benedicti, 1492
- In laudem et commendatione Ruperti quondam abbatis Tuitiensis, 1492
- De origine, progressu et laudibus ordinis fratrum Carmelitarum, 1492
- Liber penthicus seu lugubris de statu et ruina ordinis monastici, 1493
- De proprietate monachorum, antes de 1494
- De vanitate et miseria humanae vitae, antes de 1494
- Liber de scriptoribus ecclesiasticis, 1494
- De laudibus sanctissimae matris Annae, 1494
- De scriptoribus ecclesiasticis, 1494[4]
- Chronicon Hirsaugiense, 1495–1503
- Chronicon Sponheimense, c. 1495-1509
- De cura pastorali, 1496
- De duodecim excidiis oberservantiae regularis, 1496
- De triplici regione claustralium et spirituali exercitio monachorum, 1497
- Steganographia, c. 1499
- Chronicon successionis ducum Bavariae et comitum Palatinorum, c. 1500-1506
- Nepiachus, 1507
- De septem secundeis id est intelligentiis sive spiritibus orbes post deum moventibus, c. 1508[5] (Las siete inteligencias secundarias, 1508), una historia del mundo basada en la astrología;
- Antipalus maleficiorum, 1508
- Polygraphia, escrito en 1508, publicado en 1518
- Annales Hirsaugienses, 1509–1514 (título completo: Annales hirsaugiensis: complectens historiam Franciae et Germaniae, gesta imperatorum, regum, principum, episcoporum, abbatum, et illustrium virorum);
- Compendium sive breviarium primi voluminis chronicarum sive annalium de origine regum et gentis Francorum, c. 1514
- De origine gentis Francorum compendium, 1514
- Liber octo quaestionum, 1515